# Micha'el Ejtan
Micha'el Ejtan (hebrejsky מיכאל איתן‎; 3. června 1944 Tel Aviv – 8. listopadu 2024 Ramat Gan) byl izraelský politik a poslanec Knesetu za stranu Likud. V letech 2009 až 2013 působil jako ministr pro zlepšení vládních služeb ve druhé Netanjahuově vládě. V letech 1997 až 1998 působil jako ministr vědy a technologie. Společně s Benjaminem Ben Eliezerem patří mezi nejdéle sloužící poslance Knesetu a jako takový byl po volbách v roce 2009 zvolen prozatímním předsedou Knesetu. V této funkci byl nahrazen 30. března 2009 Re'uvenem Rivlinem.

## Biografie
Narodil se v Tel Avivu ještě za dob britské mandátní Palestiny a vystudoval právo na Telavivské univerzitě. Později vstoupil do strany Cherut a stal se předsedou jejího mládežnického hnutí. Poté byl zvolen do ústředního výboru strany a stal se předsedou její pobočky ve městě Ramat Gan.
Poslancem Knesetu byl zvolen poprvé ve volbách v roce 1984 za stranu Likud a poté opětovně zvolen ve volbách v letech 1988, 1992 a 1996. V červenci 2007 byl jmenován ministrem vědy a technologie, ale v červenci následujícího roku byl nahrazen Silvanem Šalomem. Poté byl náměstkem ministra při úřadu ministerského předsedy, a to až do voleb v roce 1999. Během svého působení v Knesetu byl členem řady parlamentních výborů a předsedal podvýboru pro komunikaci a informace a rovněž pomáhal vytvořit internetové stránky Knesetu.
Ve volbách v roce 1999 byl již popáté zvolen poslancem a poté opětovně zvolen ve volbách v letech 2003, 2006 a 2009.
Žil ve městě Kochav Jair.